# 50 Virginia
Virginia /vərˈdʒɪniə/ (định danh hành tinh vi hình: 50 Virginia) là một tiểu hành tinh lớn và rất tối ở vành đai chính. Tiểu hành tinh này do nhà thiên văn học người Mỹ James Ferguson phát hiện ngày 4 tháng 10 năm 1857 từ Đài quan sát Hải quân Hoa Kỳ ở Washington, DC.. Nhà thiên văn học người Đức Karl T. R. Luther cũng phát hiện ra nó một cách độc lập vào ngày 19 tháng 10 cùng năm và việc phát hiện của ông được công bố trước.
Không biết rõ lý do vì sao lại đặt tên nó là Virginia. Dường như tên này được lấy theo tên Verginia, một phụ nữ quý phái trong đế quốc La Mã bị cha giết, tuy nhiên cũng có thể tên này đặt theo tiểu bang Virginia của Hoa Kỳ.